# LPGA
A LPGA, na íntegra o Ladies Professional Golf Association, é uma organização norte-americana profissional para golfistas do sexo feminino.